# 国家公敌
国家公敌是指被指控犯有某些危害国家罪行的人（例如叛国）。以这种方式称呼个人或可能为政治迫害的表现。例如，政府指控特定的社会或政治异议人士为“国家的敌人”来“维护”国家安全。在其他情况下，有关个人可能已经威胁到国家及其国民。

## 案例

### 政治上
- 在古罗马，一些政治组织因为特定行为被认为是“国家公敌”，从而开始战争状态[1]。拉丁术语“proscription”用于谴责叛国者[2]。
- 斯大林主义时期苏联的“阶级敌人”一词。
- 自1965年后，印尼共产党被印尼当局视为叛国组织。展示共产主义符号或试图传播共产主义被视为叛国和恐怖主义行为，最高可判处 20年徒刑[3]。
- 纳粹德国将犹太人、罗姆人、耶和华见证人、同性恋者、共产主义者、社民主义者和工会成员视为“国家公敌”[4]
- 切尔西·曼宁因泄露美国机密军事文件和外交电报被控“支持基地组织”[5][6]。
- 美国计算机专家爱德华·斯诺登向媒体透露了美英两国的绝密级大规模监视计划的细节[7]，他被舆论视同“国家公敌”[8]。
- 对抗大型发展项目保卫社区的人权捍卫者越来越多地被扣上“国家公敌”的帽子[9]。
- 澳大利亚矿业巨头克萊夫·帕爾默被西澳大利亚州州长马克·麦高文被当成“国家公敌”，当时前者起诉西澳大利亚州政府在2019冠状病毒病大流行封锁期间禁止他自由进入该州[10]。

### 传记
- 贾斯汀·雷蒙多编撰的穆瑞·羅斯巴德传记《国家公敌：默里·罗斯巴德生平》[11]
- 比尔·卢德斯编撰的欧文·诺尔传记《国家公敌：欧文·诺尔的生平》[12]

### 虚构作品
- F·保罗·威尔逊小说《国家公敌》（《拉纳格联邦》第一卷）中的虚构人物彼得·拉纳格[13]。
- 乔治·奥威尔小说《一九八四》中的虚构人物爱麦虞埃尔·果尔德施坦因。
- 在《生化危机：诅咒》中，特工里昂·S·甘乃迪被被东斯拉夫共和国总统斯韦特兰娜·贝利科娃指控为“国家公敌”，贝丽科娃命令她的警卫在她与他进行一对一的战斗后立即杀死他[14]。
- 《最终幻想十三》中的六个主要角色在繭被毁后被当成“国家公敌”；游戏的主要事件围绕着他们试图活命并希望被解除通缉。
- 塔利佐拉在《质量效应2》的个人任务中被指控涉嫌叛国。
- 在《海军罪案调查处：新奥尔良》剧集“断桥”中，该团队追捕了一个名为“马特·奥菲尼”的嫌疑人（其名即“国家公敌”的字谜）[15]。嫌疑人因非法武器交易和其他犯罪活动而被美國海軍犯罪調查局和国际刑警组织通缉。